# Kostel svaté Kateřiny (Štramberk)
Kostel svaté Kateřiny v Tamovicích se nachází v okrese Nový Jičín. Filiální kostel náleží pod biskupství ostravsko-opavské, děkanát Nový Jičín, Římskokatolická farnost Štramberk. Kostel představuje stavbu přechodného typu mezi dřevěným a zděným kostelem. Kostel byl zapsán do státního seznamu kulturních památek před rokem 1988.

## Historie
Římskokatolický filiální kostel svaté Kateřiny byl postaven na přelomu 14. a 15. století. Dendrologické průzkumy z roku 2009 dokládají, že krov nad kněžištěm a části lodi kostela byly postaveny v roce 1440 až 1441, věž kostela byla postavena v roce 1557 a dřevěná kruchta pochází z let 1609–1610. Kostel se nacházel v zaniklé osadě Tamovice, po zániku obce byl kostel v 17. století dán do užívání vesnici Závišice. V roce 1671 byl do kostela pořízen nový oltář se zlatými řezbami a obrazem svaté Kateřiny. V roce 1682 byla zvětšená okna. Opravován byl v roce 1774 a 1881. V roce 1895 byl barokní oltář nahrazen novogotickým se sochou sv. Kateřiny.

V roce 1935 byl postaven kostel sv. Cyrila a Metoděje v Závišicích a kostel sv. Kateřiny byl opuštěn a začal chátrat. V době druhé světové války nacisté v kostele zřídili konírnu. V letech 1949–1950 byl kostel opraven. V devadesátých letech byl kostel vykraden. V letech 2011–2012 proběhla rozsáhlá rekonstrukce kostela. Náklady na opravu činily 4,8 milionů korun, z toho 4,4 miliony byly z prostředků EU prostřednictvím Regionálního operačního programu regionu soudržnosti Moravskoslezsko. V roce 2013 byl kostel sv. Kateřiny oceněn titulem Památka roku 2013 za nejlepší projekt a realizaci nemovité kulturní památky. Opravy tradičními prostředky zajistila firma TESLICE, s.r.o. ze Vsetína. Oprava zahrnovala opravu střechy, krovu, fasády, repasování oken a dveří, mříží, odvodnění a oplocení kostela.

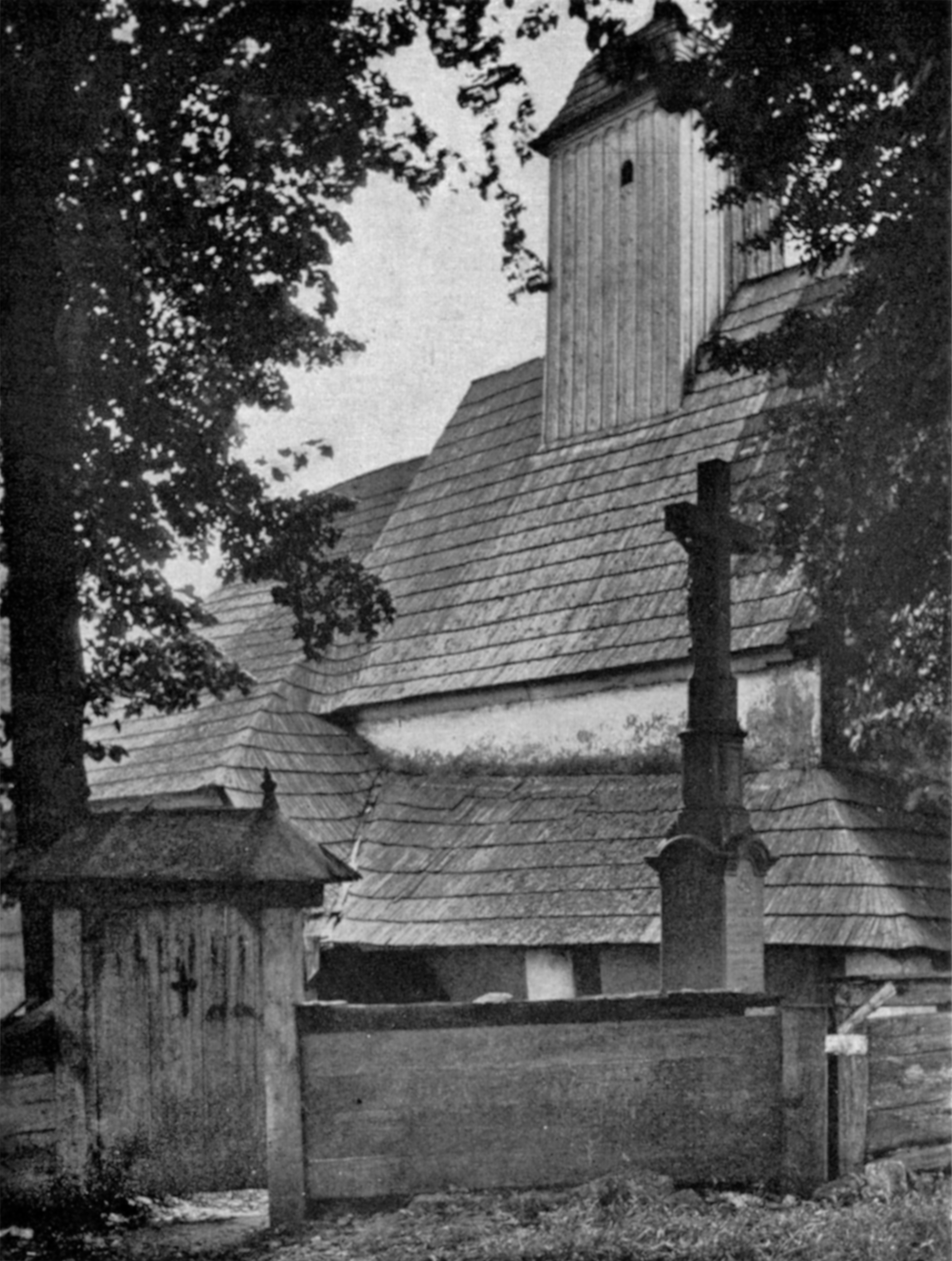
Kostel na fotografii v knize Kostel na dědině a v městečku, 1921
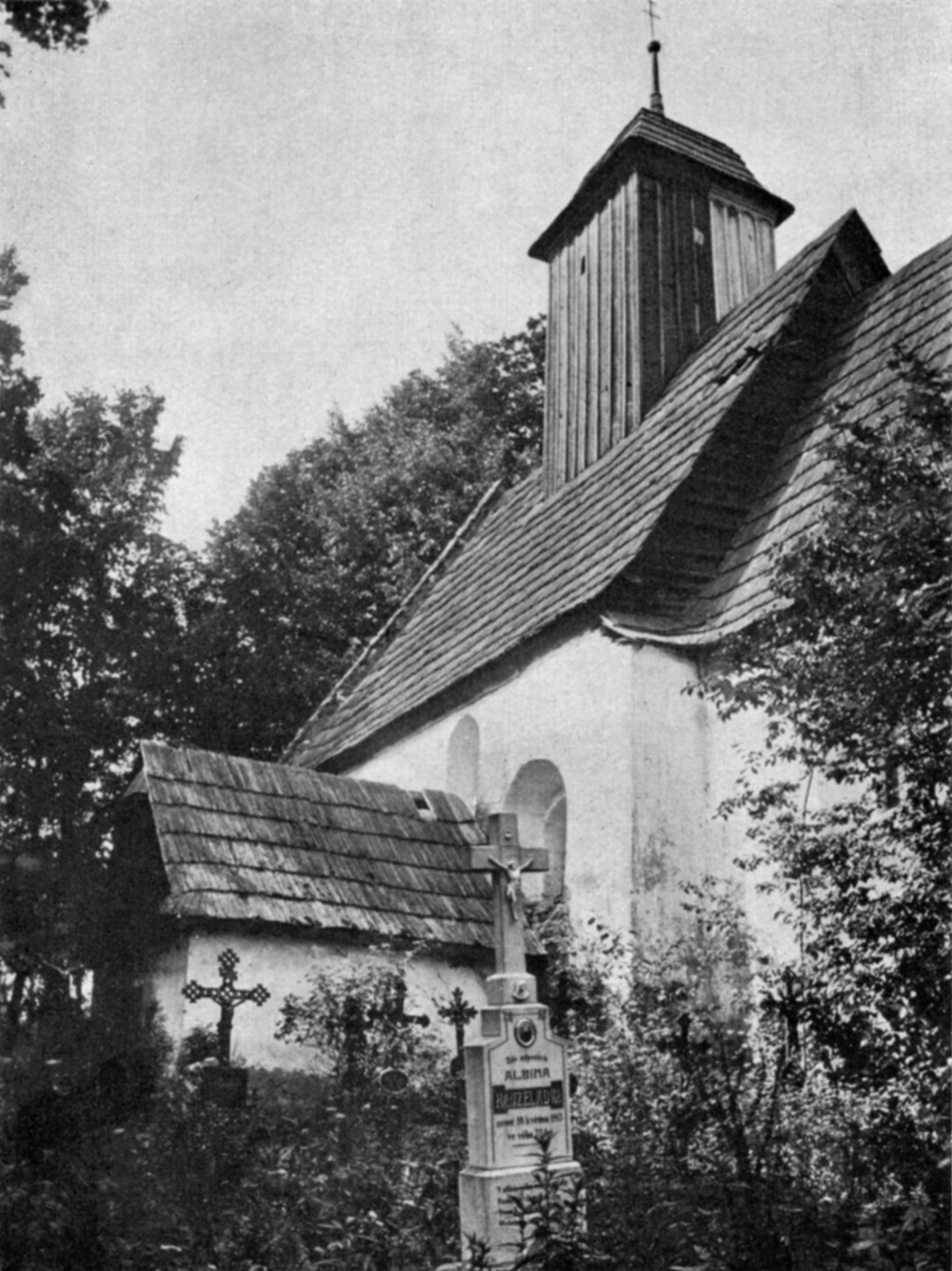
Tatáž kniha, 1921

## Architektura
Jednolodní, orientovaná, zčásti zděná stavba, zakončena pravoúhlým kněžištěm. Kostel je kryt strmou sedlovou šindelovou střechou. Na hřebeni střechy je postavena dřevěná věž s nízkou jehlanovou šindelovou střechou. Věž je bedněná deskami. Kostel je obklopen ze tří stran sobotami. V ose západního průčelí vede do lodi vchod s pravoúhlým kamenným portálem. Později byla k jižní straně lodi přistavěna zděná předsíň se sedlovou střechou a bedněným štítem s kabřincem. Jižní vchod má gotický portál s hladkým tympanonem a osekaným ostěním. Na severní straně kněžiště je sakristie.

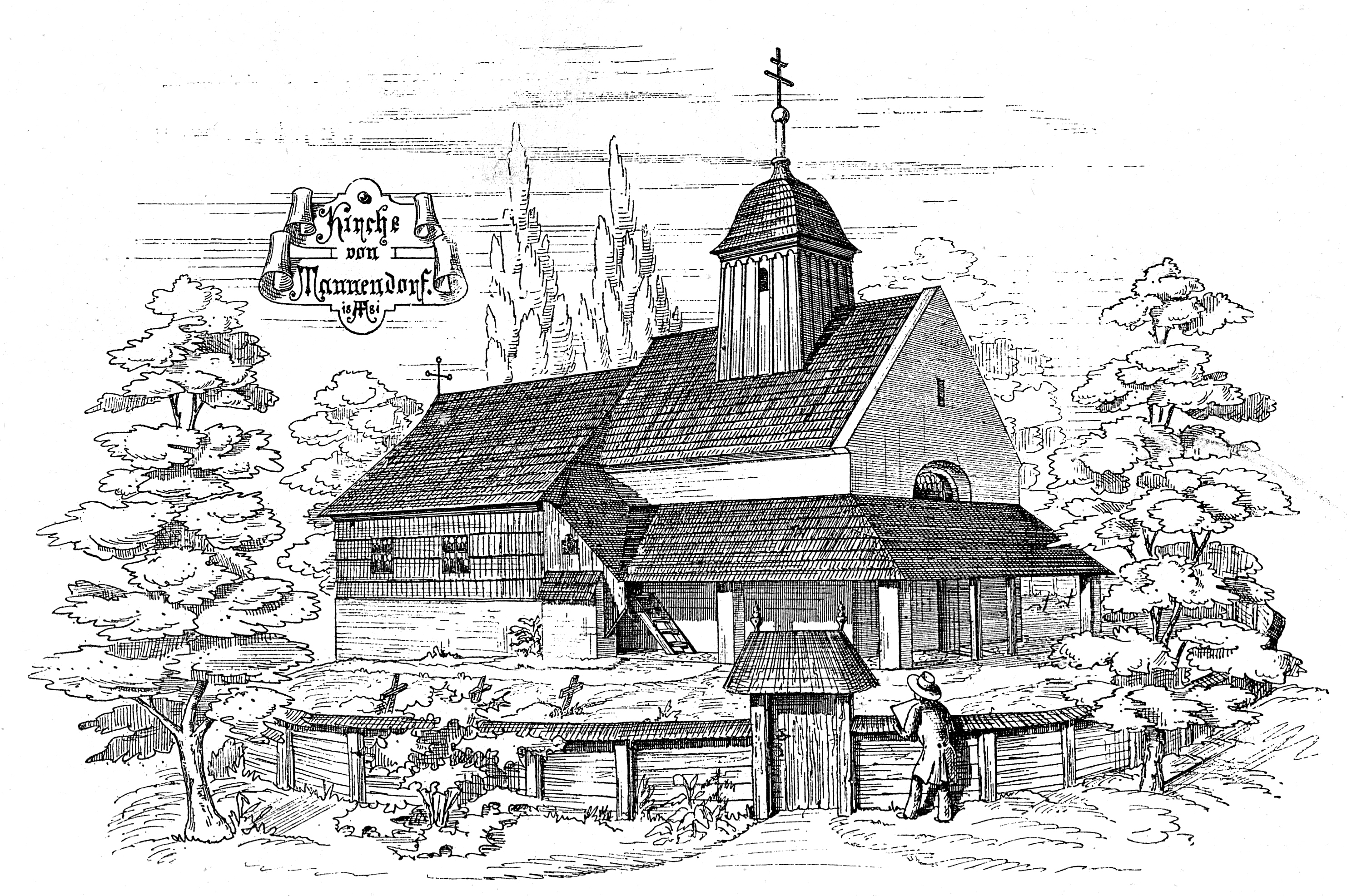
Vyobrazení kostela od Aloise Franze, 1881
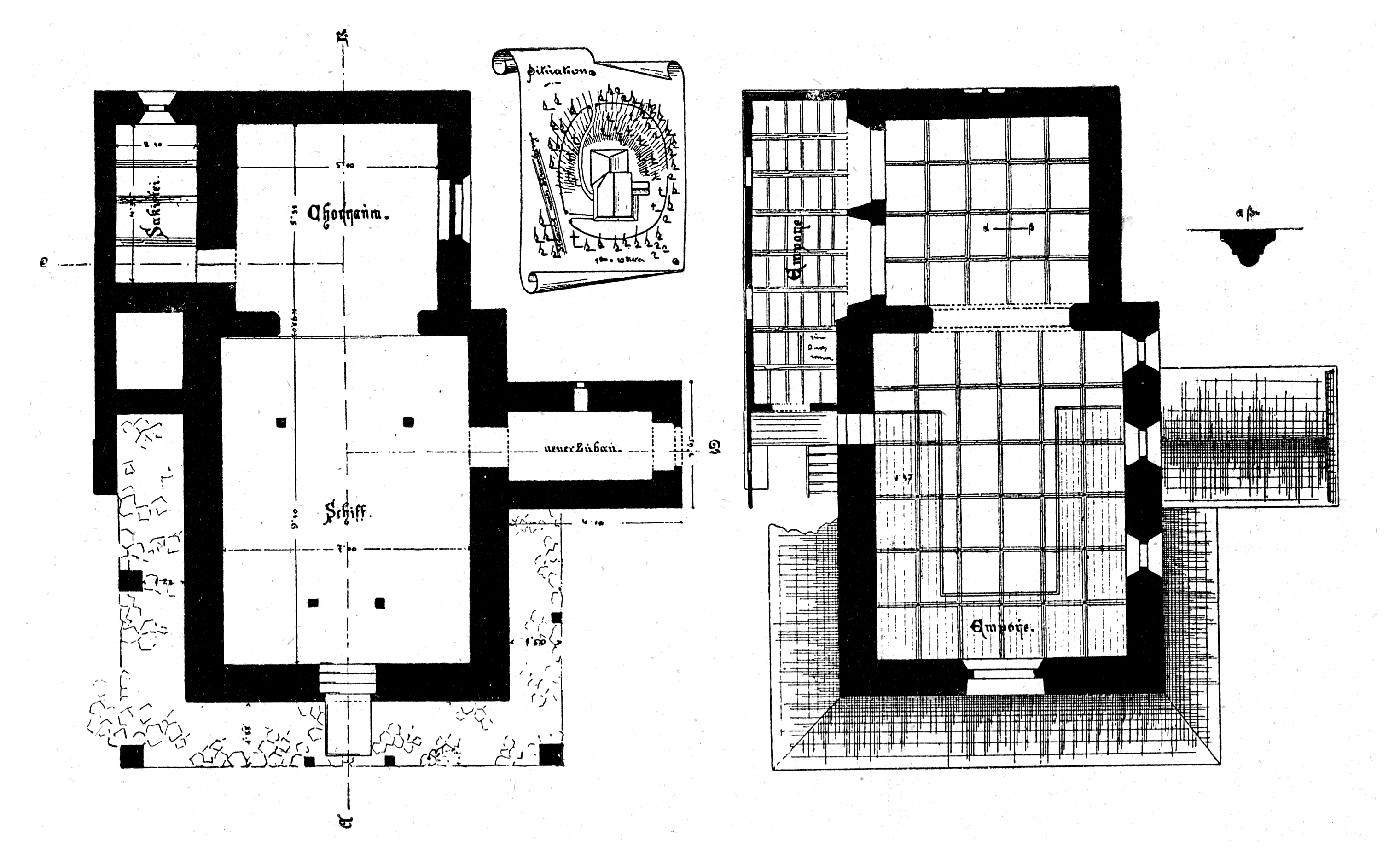
Půdorysy kostela, A. Franz
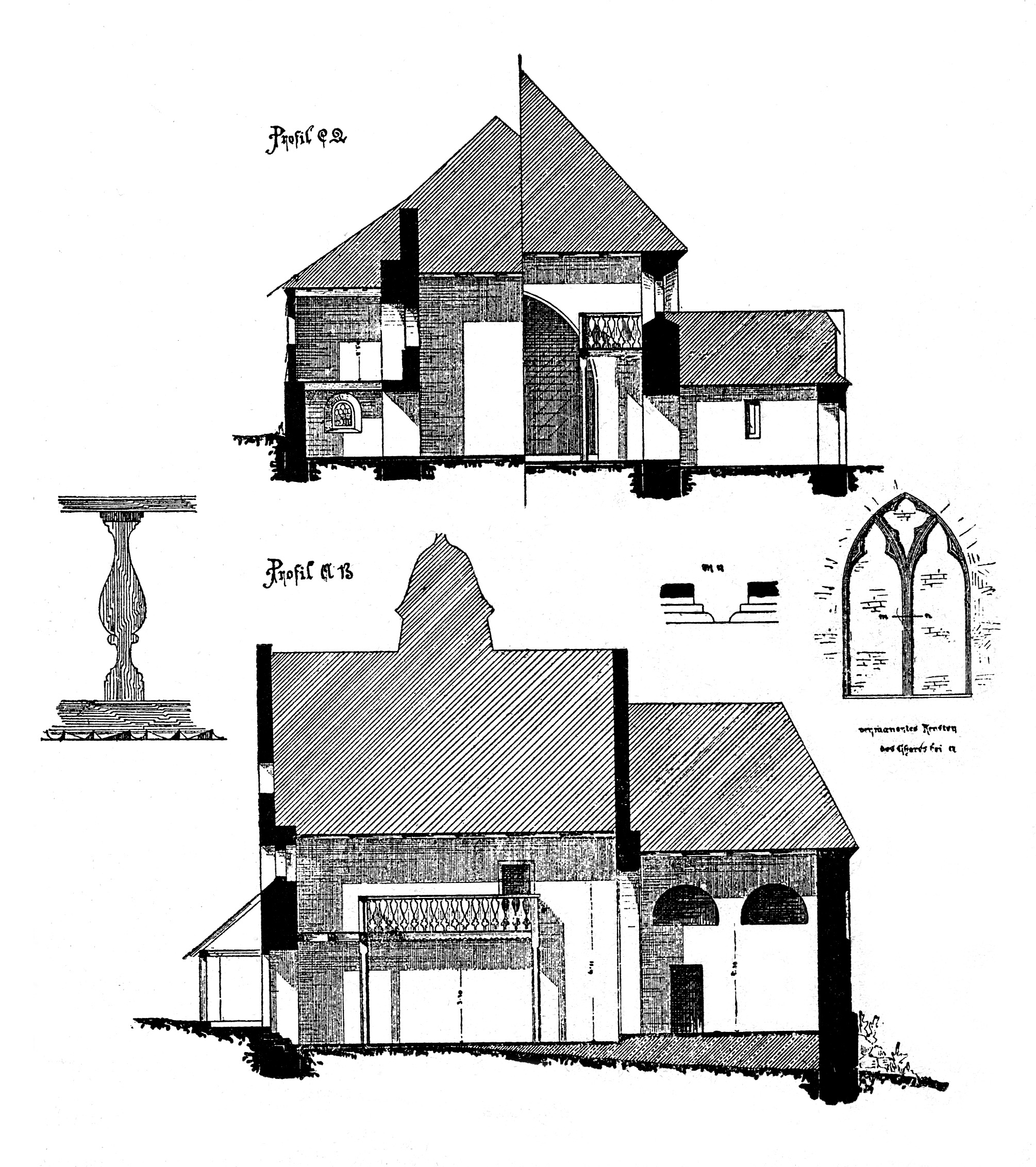
Řezy kostelem, A. Franz

## Interiér
Loď má rozměry 6,7 × 5,5 m, kněžiště 5,4 × 5,2 m a sakristie 4,5 × 2 m. Mezi lodí a kněžištěm je původní gotický lomený vítězný oblouk s kamenným ostěním. V ose kněžiště je původní lomené okno s kružbou ve tvaru čtyřlistu. Vchod do plochostropé sakristie je pravoúhlým gotickým portálem na evangelijní straně. V sakristii se dochovalo původní malé lomené okno s kamenným ostěním. Nad sakristií se nachází roubená oratoř otevřená do kněžiště dvěma obloukovými arkádami. Na oratoř se vystupuje po vnějším dřevěném schodišti. Strop lodi je dřevěný kazetový. Po obvodu je trojramenná kruchta s vyřezávanou plochou kuželovou balustrádou nesená trámovými pilíři.
Varhanní skříň a kazatelna z roku 1663 byly opraveny v letech 2011–2012.

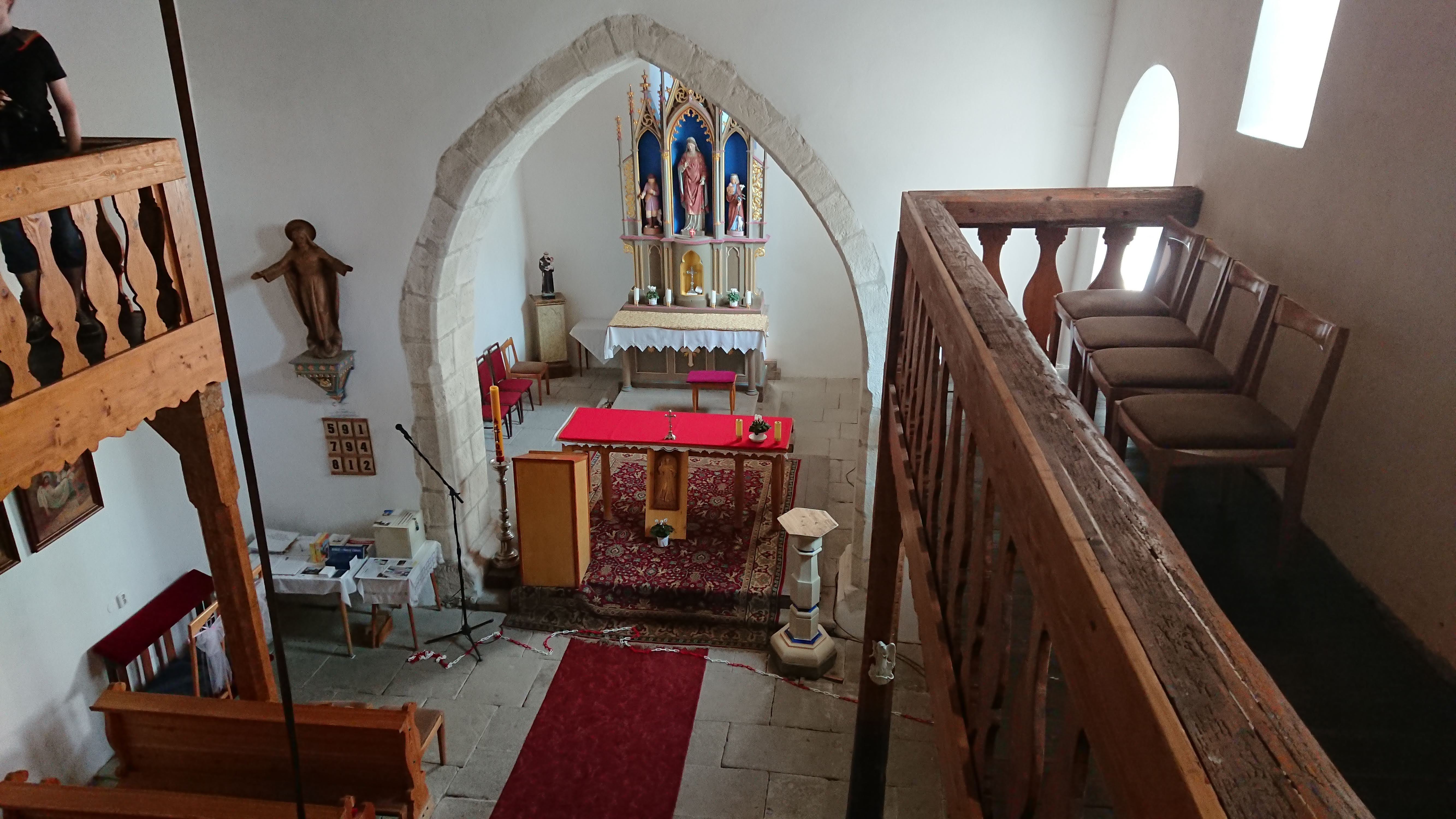
Pohled z kúru
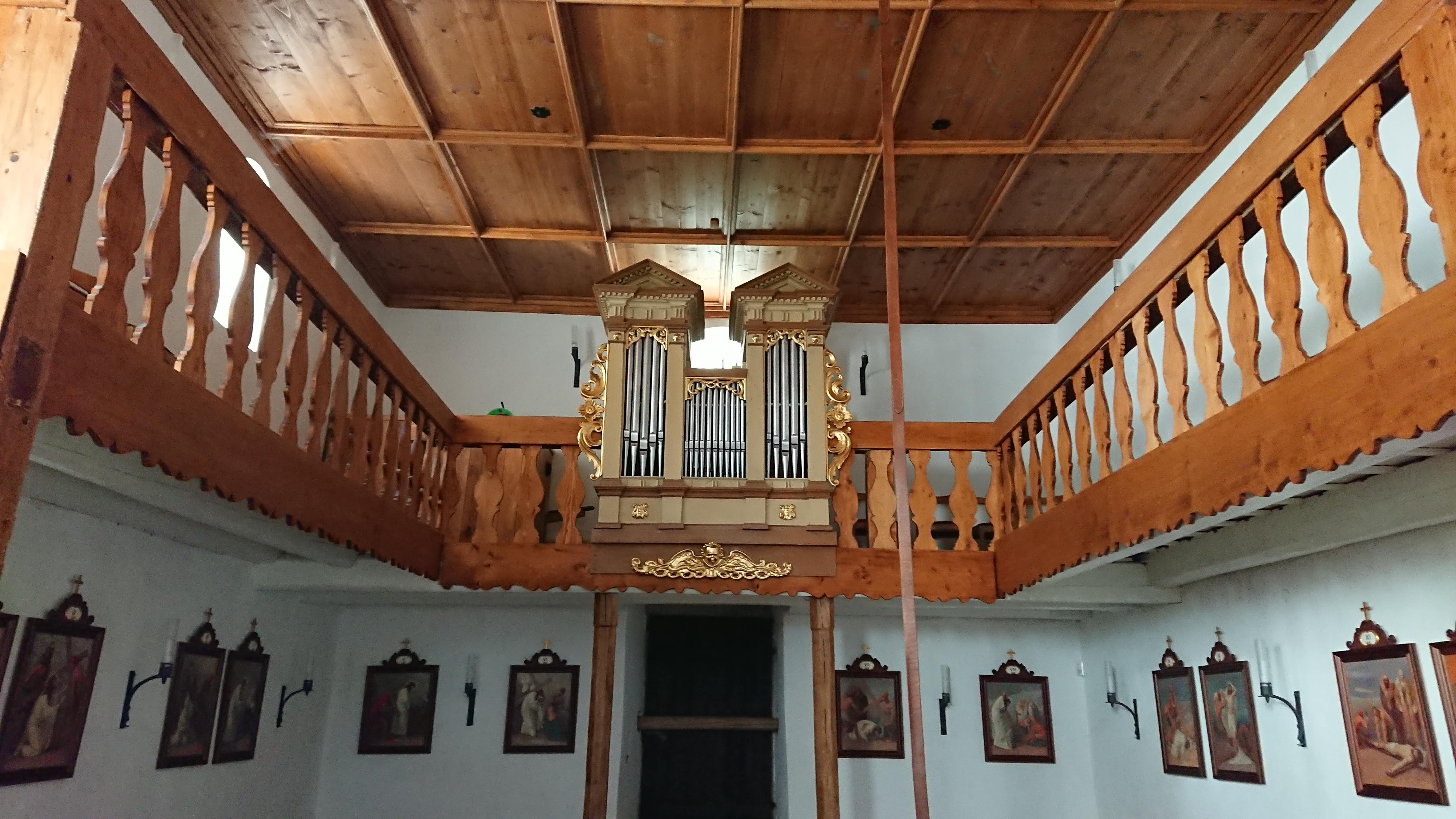
Kúr
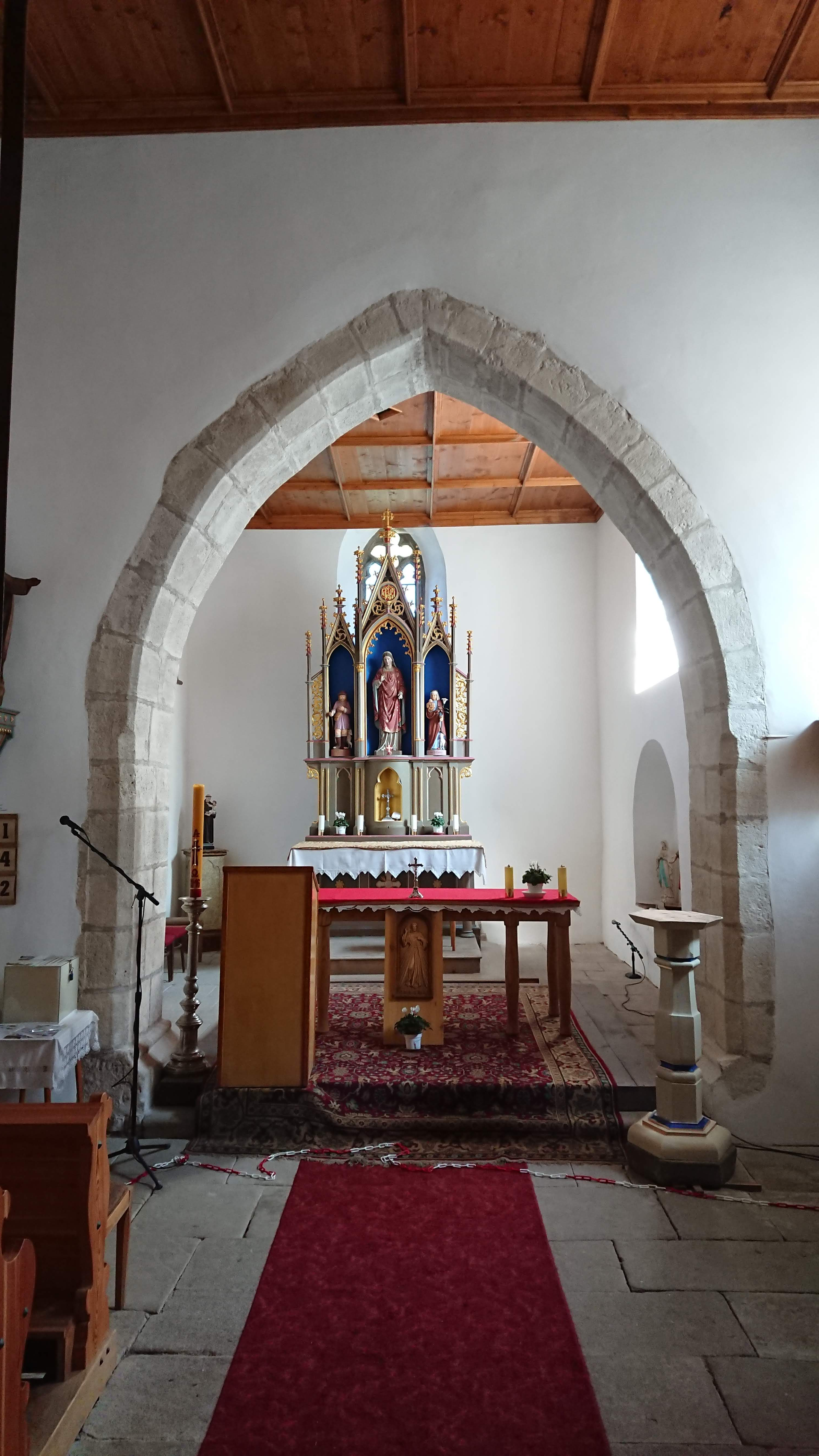
Presbytář s oltářem
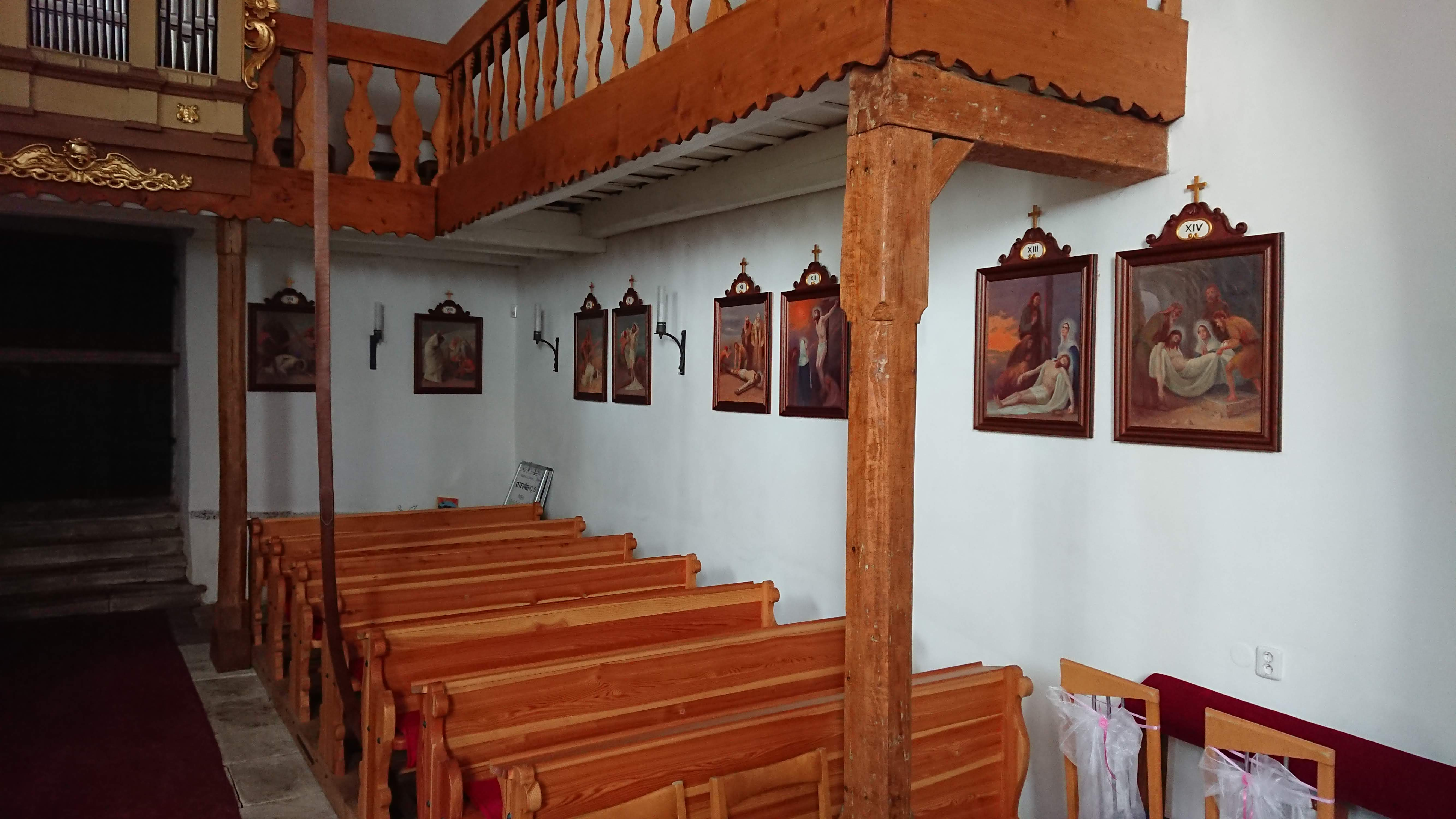
Pavlač

## Ostatní
- Areál bývalé vesnice Tamovice s kostelem s ohradní zdí je archeologickou lokalitou. Archeologický záchranný průzkum v roku 2011 odkryl středověké hroby v prostoru kostela a dokládá, že kostel byl založen na bývalém pohřebišti.

- V blízkosti kostela je Proskova kaple, součást staré křížové cesty z Kotouče.[11]